# Fernando Cosme Rizzo Assunção
Fernando Cosme Rizzo Assunção (09 de julho de 1947) é um pesquisador brasileiro, titular da Academia Brasileira de Ciências na área de Ciências da Engenharia desde 2003  e membro da Academia Nacional de Engenharia desde 2011. É professor da Pontifícia Universidade Católica do Rio de Janeiro.
Foi condecorado com a comenda da Ordem Nacional do Mérito Científico.